# Decreto de Canopo

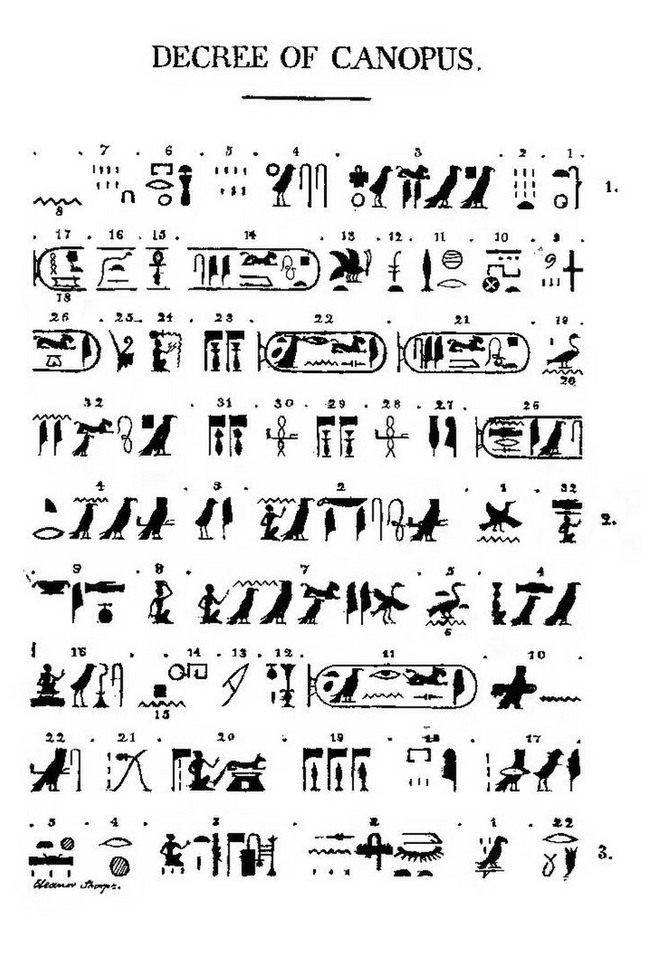
Decreto de Canopus

El Decreto de Canopo es un documento bilingüe (en lenguas egipcia y griega) de Ptolomeo III Evérgetes, fechado en marzo del año 237 a. C. Está grabado en una losa de piedra caliza, en grafías griega, jeroglífica y demótica. Se encuentra en el Museo de El Cairo (n.º 22.186).
Una expedición científica alemana, de la que formaba parte Karl Richard Lepsius, descubrió en 1866 en las cercanías de Tanis la losa de piedra que contiene el Decreto de Canopo. 
La parte superior de la estela tenía 37 líneas de jeroglíficos grabadas, en la mitad inferior 76 líneas de escritura griega uncial y a la derecha se encontraba la versión demótica. 
El decreto trata diversos temas, entre ellos la propuesta de una reforma en el calendario, introduciendo un día extra cada cuatro años (similar al año bisiesto), el cual se añadiría al último de los cinco días epagómenos.
La reforma propuesta no tuvo éxito por razones desconocidas. El sistema, sin embargo, fue imitado por  Sosígenes de Alejandría, quien reformó el  calendario romano a instancias de Julio César, dando origen al calendario juliano. En Egipto, después de la conquista por el Imperio romano se aplicó la reforma a partir del año 22 a. C.
Con el hallazgo del Decreto de Canopo, Lepsius pudo confirmar que el sistema utilizado por Champollion para traducir los jeroglíficos era correcto.
Gaston Maspero halló, quince años más tarde, otra losa inscrita con una copia de esta triple versión. En 2004, un equipo alemán de egiptólogos encontró una nueva y más completa versión del decreto en el templo de Bastet ubicado en Bubastis.